# طائر الغابة المغرد
طائر الغابة المغرد  أو هازجة بلاكبول (باللاتينية: Setophaga striata) هي نوع من هوازج العالم الجديد.